# Алфаятиш
Алфая́тиш (порт. Alfaiates)  —  населённый пункт и район в Португалии,  входит в округ Гуарда. Является составной частью муниципалитета  Сабугал. По старому административному делению входил в провинцию Бейра-Алта. Входит в экономико-статистический  субрегион Бейра-Интериор-Норте, который входит в Центральный регион. Население составляет 419 человек на 2001 год. Занимает площадь 27,97 км².
Покровителем района считается Иаков Зеведеев (порт. São Tiago). 